# Počasno-zaštitna bojna
Počasno-zaštitna bojna je pristožerna postrojba Glavnog stožera OS RH, zadužena za izvršavanje počasno – ceremonijalnih zadaća za potrebe državnog i vojnog vrha(Predsjednik Republike, Vlada Republike Hrvatske, Ministarstvo obrane) te zadaće zaštite i osiguranja vrhovnog zapovjednika OSRH. Postrojba broji 300-tinjak pripadnika. Obavlja počasno-ceremonijalne i druge zadaće ne samo za predsjednika Republike, nego i za Vladu Republike Hrvatske i Ministarstvo obrane te kao pristožerna postrojba odgovara Načelniku Glavnog stožera. Nastala je iz dijela 1. hrvatskog gardijskog zbora, a popunjavana je i pripadnicima iz drugih ustrojstvenih cjelina OSRH.
Zapovjednika bojne, na prijedlog načelnika Glavnog stožera, imenuje vrhovni zapovjednik. Zapovjednik je odgovoran načelniku Glavnog stožera OS RH, ministru obrane te vrhovnom zapovjedniku.
Dan Počasno-zaštitne bojne obilježava se 25. veljače. Postrojba je većim dijelom smještena u vojarni "1. hrvatski gardijski zbor" u Zagrebu. Dijelovi postrojbe smješteni su na lokaciji Pantovčak, Zagreb te u vojarni "Peneda" na Velikom Brijunu.

## Ustroj i zadaće bojne
- Zapovjedništvo – zaduženo za operativno, personalno, materijalno i financijsko planiranje i upravljanje. Sastavljeno od zapovjednikove skupine, personalnog, obavještajnog, operativnog i logističkog odsjeka, odsjeka za KIS i sanitetsko-toksikološkog odsjeka.
- Počasna satnija – zadužena za počasno-ceremonijalne radnje za potrebe državnog i vojnog vrha, dočekuje i ispraća Predsjednika RH, strane predsjednike država, premijere i ministre obrane, pruža potporu Vojnom ordinarijatu, udrugama proizišlim iz Domovinskog rata kao i civilnim institucijama u RH..
- Zaštitna satnija – pruža vanjsko osiguranje Predsjedničkih dvora i Vila Prekrižje te osigurava vojarnu "1. hrvatski gardijski zbor".
- Satnija za osiguranje – obavlja unutarnje osiguranje Predsjedničkih dvora, protu-diverzijsku zaštitu na ulazima u objekte, sanitetsko-toksikološko osiguranje te prijevoz osoba.
- Posadna satnija – bavi se poslovima osiguranja i zaštite štićenih osoba za vrijeme boravka u rezidencijama na otoku.
- Satnija za potporu – namijenjena je za protokolarnu. prometnu, administrativnu i sportsku potporu cijeloj bojni te Uredu predsjednika RH, a prema potrebama i MORH-u i OSRH.

### Velike smjene straže
Ceremoniju Velike smjene straže izvode pripadnici Počasne satnije, sastavnice Počasno-zaštitne bojne, na Trgu Sv. Marka u Zagrebu. Ona je prvi puta izvedena 30. svibnja 1991. i redovno se izvodila do 1. listopada 2000. Nakon sedamnaestogodišnje stanke, ta je tradicija vraćena 27. svibnja 2017. u okviru programa obilježavanja Dana oružanih snaga Republike Hrvatske. Izvodi se točno u podne svake subote, blagdanima i praznicima, u razdoblju od 27. svibnja do 1. listopada.
Ceremonija Velike smjene straže oživljava i prikazuje dnevnu smjenu stražarske posade kakva se odigravala i u vrijeme Banovine Hrvatske neposredno prije Drugog svjetskog rata, o čemu svjedoče i fragmenti dokumentarnog filma iz tog vremena. Ceremonija traje između 10 i 15 minuta, ovisno o tempu izvođenja glazbene pratnje. Ona je zamisao koreografa, redatelja i dramaturga Milka Šparembleka i koreografa Darka Kolara, dok su glazbena pratnja i zapovijedi djelo akademika Igora Kuljerića. Ceremonija je stoga originalno umjetničko djelo u koje je uz karakteristične vojničke elemente utkan i plesni pokret.
Ceremonija se odvija na Gornjem gradu, na prostoru između Banskih dvora i crkve sv. Marka, a sastoji se od nekoliko dijelova s obzirom na elemente u izvedbi: dolaska obiju skupina na mjesto izvođenja smjene, pregleda naoružanja dolazeće smjene kroz radnju "puške pokaži", male smjene straže pri kojoj se vrši smjena stražara na ulazu u Banske dvore i razvodnika iz obiju grupa, sklapanja noža na puškama odlazeće smjene kroz radnju "bod sklopi", velike smjene straže između dviju skupina te odlaska s mjesta smjene. Polazak smjene je iz prostora Banskih dvora, dok druga skupina dolazi iz Kuševićeve i Ćirilometodske ulice. U ceremoniji sudjeluju tri časnika u crno-bijelim povijesnim odorama te 26 vojnika i dočasnika u crveno-crnim povijesnim odorama. Časnici, zapovjednik Straže i zapovjednici smjena nose časničke bodeže u kožnatim futrolama obješenim o bok, dok su vojnici naoružani u našem slučaju poluautomatskom puškom M59/66, tzv. papovkom. Posebnost je i što su vojnici u glazbenoj pratnji zbog slobode pokreta odjeveni samo u surke.

### Vojno-akrobatska vježba
Od 2007. godine i drugog gostovanja na "Regimentfestu" u mađarskom Miskolcu, te brojnih prikaza vježbe na svečanostima unutar OS RH, pripadnici Počasne satnije Počasno-zaštitne bojne izvode Vojno-akrobatsku vježbu prvi put javno 27. svibnja na Trgu bana Jelačića u Zagrebu u sklopu obilježavanja 20. obljetnice osnutka OS RH. Program je kombinacija počasnih i vježbovnih postupaka, a izvodi ga 20-tak pripadnika Bojne. Počasna ceremonija na dinamičan i atraktivan način prikazuje vojničke radnje i postupke te psihofizičku spremnost, sklad, primjeren izgled i ujednačenost postupaka pripadnika OS RH. Sastoji se od više od 10 međusobno povezanih cjelina, a koreografiju osmišljavaju djelatnici – provoditelji vježbe. Iako se brojni elemetni ponavljaju iz godine u godinu, pripadnici Počasne satnije svake kalendarske godine mijenjaju dijelove vježbe kako bi istu učinili interesantnijom i jedinstvenom. Zapovjednik skupine izdaje zapovjedi glasom i dogovorenim signalima sabljom. Postupci se pak provode na dva načina: istovremeno i ujednačeno ili periodičnim slijedom.
Postupci se provode poluautomatskom puškom M 59/66 (PAP 7,62 mm). Inače, većina stranih počasnih postrojbi koristi gumene i puno lakše puške koje im olakšavaju počasne postupke, a i rizik od ozljeđivanja je puno manji. 
Prigodom izvođenja programa pripadnici PZB nose granske počasne odore HKoV-a, HRM-a i HRZ-a. Također nose počasne čizme, rukavice i tropletu vrpcu zlatne boje odnosno posebne detalje koji ukrašavaju počasnu odoru te je razlikuju od službene odore. 
Pripadnici Počasne satnije koji provode ovu ceremoniju izuzetno dobro su psihofizički pripremljeni. Krase ih visok stupanj koordinacije pokreta, brzina, snaga i iznad svega osjećaj za ritam, a zadovoljavaju i visoke antropometrijske kriterije. Visoki su od 183 do 186 cm i uzornog su vojničkog izgleda i držanja.

## Vojna odora

### Počasna ceremonijalna odora
Počasno-ceremonijalnu odoru nose pripadnici Počasno-zaštitne bojne pri obavljanju počasno-ceremonijalnih radnji i u posebnim prigodama u skladu s vojnim i civilnim protokolom. Počasno-ceremonijalne odore počasno-zaštitne postrojbe su službene odore svih triju grana Oružanih snaga prilagođene za obavljanje počasnih zadaća. Osim osnovnih dijelova službenih odora Hrvatske kopnene vojske, Hrvatske ratne mornarice i Hrvatskog ratnog zrakoplovstva i protuzračne obrane, počasno-ceremonijalna odora za počasno-zaštitnu postrojbu ima i sljedeće dijelove: hlače posebnog kroja, počasna kabanica, navlaka za kapu, kožni svečani remen za hlače, kožni svečani opasač s uprtačem, tropletnu vrpcu, bijele rukavice te vojne oznake.
Časnici uz počasno-ceremonijalnu odoru nose sablju. Za obavljanje počasno-ceremonijalnih zadaća u iznimnim se prigodama može dizajnirati i kombinirati posebna počasno-ceremonijalna odora.

### Povijesna odora
Ceremonijalnu povijesnu vojnu odoru nose pripadnici Počasno-zaštitne bojne pri obavljanju počasno-ceremonijalnih radnji sukladno posebnoj zapovijedi. Povijesna odora vojnika i dočasnika je u crveno-crnoj, a časnika u bijelo-crnoj kombinaciji. Radi se o odori pripadnika 1. gardijske počasno bojne, koja je 1991. osmišljena po uzoru na hrvatske plemićke svečane odore 18. i 19. stoljeća. Vjerojatno je utjecaj imala i crvena odora kraljevske ugarske tjelesne garde,[nedostaje izvor] bečke dvorske počasne postrojbe Habsburgovaca kao hrvatsko-ugarskih kraljeva od 1760. do 1918. u kojoj su služili mađarski i hrvatski plemići (od 1867. istaknuti časnici bez obzira na plemstvo) te koju je Hrvatska sufinancirala. Ceremonijalne crvene odore je predsjednik Stjepan Mesić umirovio 2000. istodobno s ukidanjem 1. gardijske počasne bojne, ocijenivši ih "bespotrebnima i smiješnima".
U javnosti su vojnici u crvenim odorama nakratko viđeni 18. lipnja 2004. godine prilikom podizanja zastave EU na Trgu bana Jelačića u Zagrebu, da bi od 2011. godine, donošenjem novog Pravilnika o vojnim odorama, iste bile uvedene u ponovnu uporabu kao počasno-ceremonijalne vojne odore. Pripadnici PZB ceremonijalne odore nose u Predsjedničkim dvorima, u osobito svečanim prilikama (poput predsjedničke inauguracije), prigodom najvećih državnih praznika, Dana Oružanih snaga, vojnih mimohoda, vojno-redarstvenih hodočašća i drugih protokolarnih događaja (primjerice, posjeta inozemnih ministara obrane ili vojnih dužnosnika).
Osnovni dijelovi počasne ceremonijalne vojne odore su crvena ili bijela kapa (čelenka), crveni ili crni dugi ogrtač (menten), crveni ili bijeli kaput (surka),
crno-zelena ili crveno-zelena pletena vrpca – kopča (držač mentena), bijela pamučna majica, crne hlače, bijele rukavice, crna marama-kravata okovratnik sa zlatnim grbom Republike Hrvatske i zlatnim resama, ceremonijalne čizme ili cipele, remen ili držač hlača (tregeri), opasač, bijelo dorukavlje s dvostrukom manžetom, kabanica s navlakom za kapu (u slučaju kiše). Počasna ceremonijalna vojna odora ukrašena je posebnim ukrasima u zlatnom vezu, a na kapi (kalpaku) se nosi posebni zlatni ures (čelenka) koji čine grb Republike Hrvatske i stilizirano zlatno pero koje iz njega izvire.
| Pripadnik kraljevske ug.-hrv. tjelesne garde (1760.-1918.) |  | Pripadnici PZB u počasnim ceremonijalnim vojnim odorama |  | Instalacijska odora Bana Jelačića (1848.) |
| Pripadnik kraljevske ug.-hrv. tjelesne garde (1760.-1918.) |  | Pripadnici PZB u počasnim ceremonijalnim vojnim odorama |  | Instalacijska odora Bana Jelačića (1848.) |

### Prikrivna odora
Kada ne obavljaju počasne zadaća pripadnici nose crvene beretke, s grbom postrojbe na desnoj strani beretke. 
Od svibnja 2016. dio počasnog postroja Počasne satnije čine i vojnikinje, koje nose žensku kapu kao dio vojne odore. Propisani je standard visine za žene u postroju 170 cm (plus-minus dva centimetra).

## Naoružanje
Časnici Počasne satnije nose svečanu sablju, a ostali pripadnici dok su u počasnom postroju nose pušku. Za iskazivanje počasti (počasni pozdrav) pripadnici počasnih postrojbi su u razdoblju od 1991. do 2020. koristili poluautomatsku pušku PAP 7,62 mm s bodom na pušci. Drveni dijelovi su dodatno lakirani, a na usadniku (kundaku) su sa svake strane utisnuti grbovi RH zlatne boje.  
Od 2020. u počasnom postroju u uporabi je višenamjenska hrvatska strojnica VHS-D2 s bodom na pušci. Poluautomatska puška PAP 7,62 mm i dalje se koristi pri izvođenju vojno-akrobatske vježbe, te Velike smjene straže. 
Pripadnici Počasno-zaštitne bojne opremljeni su samokresima HS2000, HS-9 i HS-9 Sub-compact. Koriste se jurišne puške VHS-D2 i VHS-K2, te Steyr SSG 69 .308 win i anti-dron puška. 

## Galerija
- Svečanost podizanja NATO-ve zastave ispred zgrade MORH-a u Zagrebu 7. travnja 2009., u prigodi pristupanja RH u članstvo NATO
- Pripadnici Počasno - zaštitne bojne ispred aviona ruskog predsjednika Putina, prilikom njegovog posjeta Zagrebu 2007. godine
- Pripadnici PZB u postroju
- Pripadnici Počasno-zaštitne bojne ispred Zagrebačke katedrale
- PZB na godišnjoj paradi obilježavanja pada Bastille u Parizu, 14.  srpnja 2013.
- Pripadnici Počasno-zaštitne bojne u svečanim odorama 2011. prilikom obilježavanja 20. obljetnice OSRH